# Водоспад Бейкера
Водоспад Бейкера (синг. බේකර්ස් ඇල්ල, англ. Baker's Falls) — відомий водоспад на Шрі-Ланці. Він розташований у національному парку «Плато Гортона», на притоці Белігул-Ойя.

## Географія
Висота водоспаду Бейкера становить 20 метрів. Він розташований на висоті 2143 метрів над рівнем моря. Водоспад названий на честь британського дослідника і мисливця на велику дичину сера Семюеля Бейкера. Навколо водоспаду можна побачити багато кущів рододендронів і папороті.